# Mictlantecuhtli
Mictlantecuhtli (mictlanski gospod) je v azteški mitologiji bog smrti in vladar podzemlja (kralj Mictlana (Chicunauhmictlana) - najnižjega dela podzemlja). Njegova žena je Mictecacihuatl in skupaj bivata v hiši brez oken v Mictlanu in vladata nad mrtvimi. Mictlanteculhtli je povezan s pajki, sovami, netopirji, enajsto uro in s severjem. Upodobljen je kot s krvjo oškropljeno okostje ali kot oseba, ki nosi nazobčano lobanjo. Njegova lasna frizura je okrašena s sovjim perjem in papirnatimi prapori. Okoli vratu ima ogrlico iz človeških očes.
Bogova dvojčka Quetzalcoatl in Ksolotl (Xolotl) sta Mictlanteculhtliju ukradla kosti prejšnje generacije bogov. Bog smrti ju je zasledoval in čeprav sta pobegnila, sta odvrgla kosti. Te so se razkropile in postale različne rase smrtnikov.